# Церква Успіння Пресвятої Богородиці (Вікно)

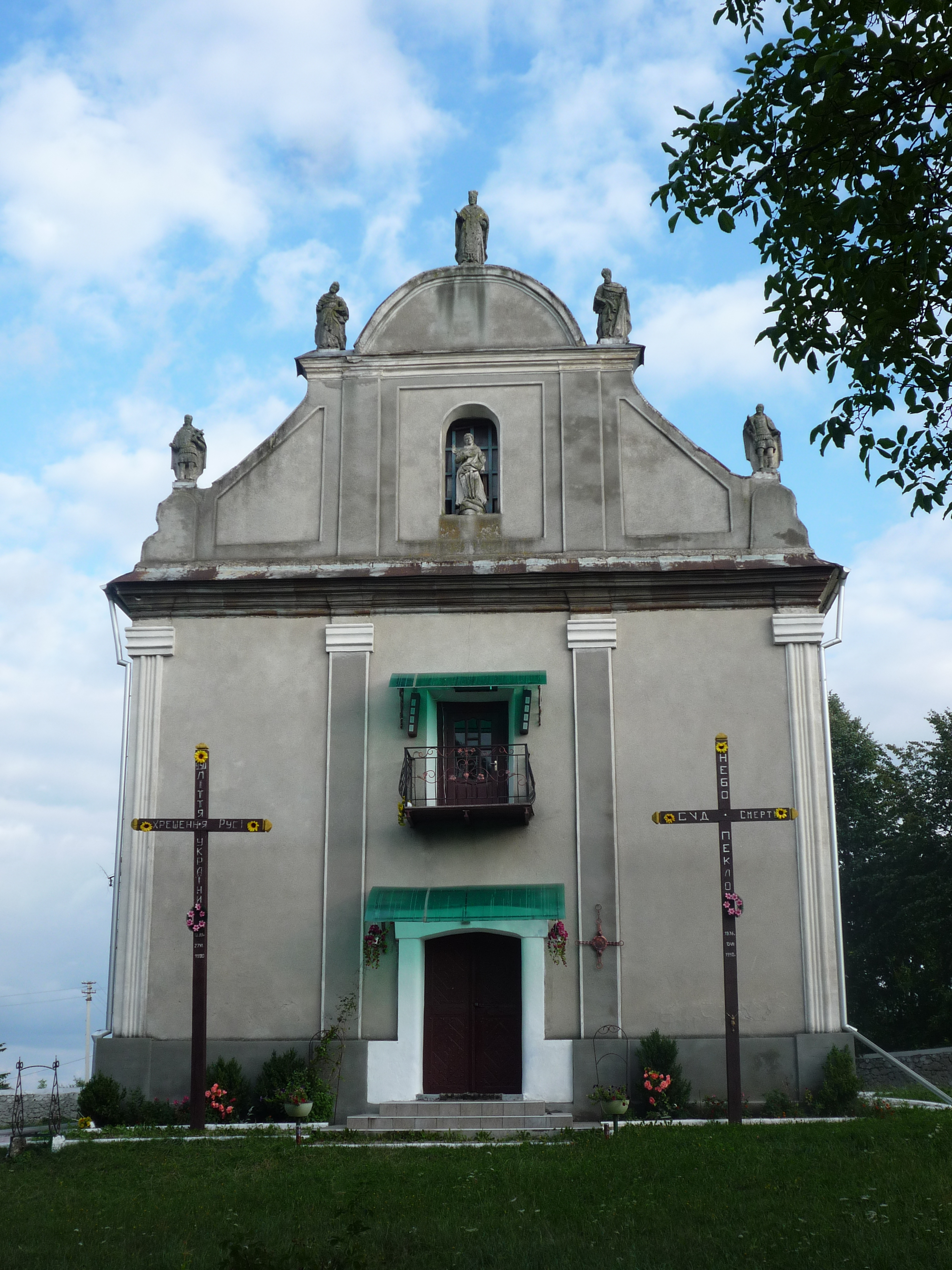
Православна церква Успіння Пресвятої Богородиці

Церква Успіння Пресвятої Богородиці у Вікні — однойменна парафія греко-католицької та православної громад у селі Вікно Чортківського району Тернопільської области. Православна церква є пам'яткою архітектури місцевого значення (охоронний номер 1898).

## Історія церкви
Колись у селі була дерев'яна церква з дзвіницею, яку згодом розібрали. На її місці збудували нову, кам'яну, що діє й донині. Фундатором будівництва була графиня Чарторийська. У 1826 році храм освятили на честь Успіння Пресвятої Богородиці. У 1888 році для священнослужителів збудували проборство.
Парафію відвідували митрополит Андрей Шептицький та єпископ Іван Бучко.
Розкол та будівництво нової церкви
З 1946 року парафія і храм належали до РПЦ. Зараз церква є частиною ПЦУ. На початку 1990-х років громада розділилася: у 1991 році було зареєстровано громаду УГКЦ, однак храм залишився за православною громадою. Греко-католики проводили богослужіння спочатку біля символічної могили Українським Січовим Стрільцям, а потім — у приміщенні старої селищної ради.
У 2006 році греко-католицька громада розпочала будівництво власного храму на місці колишнього костелу, зруйнованого у 1980 році. 12 вересня 2012 року владика Бучацької єпархії о. Димитрій Григорак освятив нову церкву на честь Успіння Пресвятої Богородиці. Того ж року встановили іконостас, автором якого є Петро Жебелюк.
При парафії діють спільнота «Матері в молитві» та Вівтарна дружина.

## Парохи
УГКЦ
- о. Михайло Рожайковський,
- о. Іван Ганкевич,
- о. Іван Паралевич,
- о. Тома Маланкевич,
- о. Михаїл Чачковський,
- о. Роман Заринький (1902—1953),
- о. Іван Козій (з 1991).

ПЦУ
- о. Володимир Савчук[3].